# Aeroport d'Indigo Bay Lodge
L'aeroport d'Indigo Bay Lodge (codi IATA: IBL, codi OACI: -) és un aeroport que serveix Indigo Bay Lodge Arxivat 2016-11-30 a Wayback Machine. a l'illa de Bazaruto a Moçambic.